# Žarnov
Žarnov (ungarisch Zsarnó) ist eine Gemeinde im Südosten der Slowakei mit 451 Einwohnern (Stand 31. Dezember 2024). Sie liegt im Okres Košice-okolie, einem Teil des Košický kraj.

## Geografie
Žarnov liegt etwa 30 Kilometer südwestlich von Košice an der Grenze zu Ungarn. Das 7,2 km² große Gemeindegebiet umfasst einen Abschnitt des Talkessels Košická kotlina und dem sich südlich anschließenden Hügelland Bodvianska pahorkatina (ungarisch Cserehát). Das Ortszentrum liegt auf einer Höhe von 197 m n.m., der höchste Punkt im Gemeindegebiet wird mit dem Čikoš (250 m über dem Meer) erreicht. Durch das ebene Gelände im Norden der Gemeinde verläuft der Fluss Bodva.
Nachbargemeinden von Žarnov sind Drienovec im Norden, Peder im Osten, Tornaszentjakab im Süden sowie Turnianska Nová Ves im Westen.

## Geschichte und Sehenswürdigkeiten
Das Gebiet um Žarnov wurde bereits in der Altsteinzeit besiedelt. Eine erste schriftliche Erwähnung von Žarnov stammt aus dem Jahr 1332.

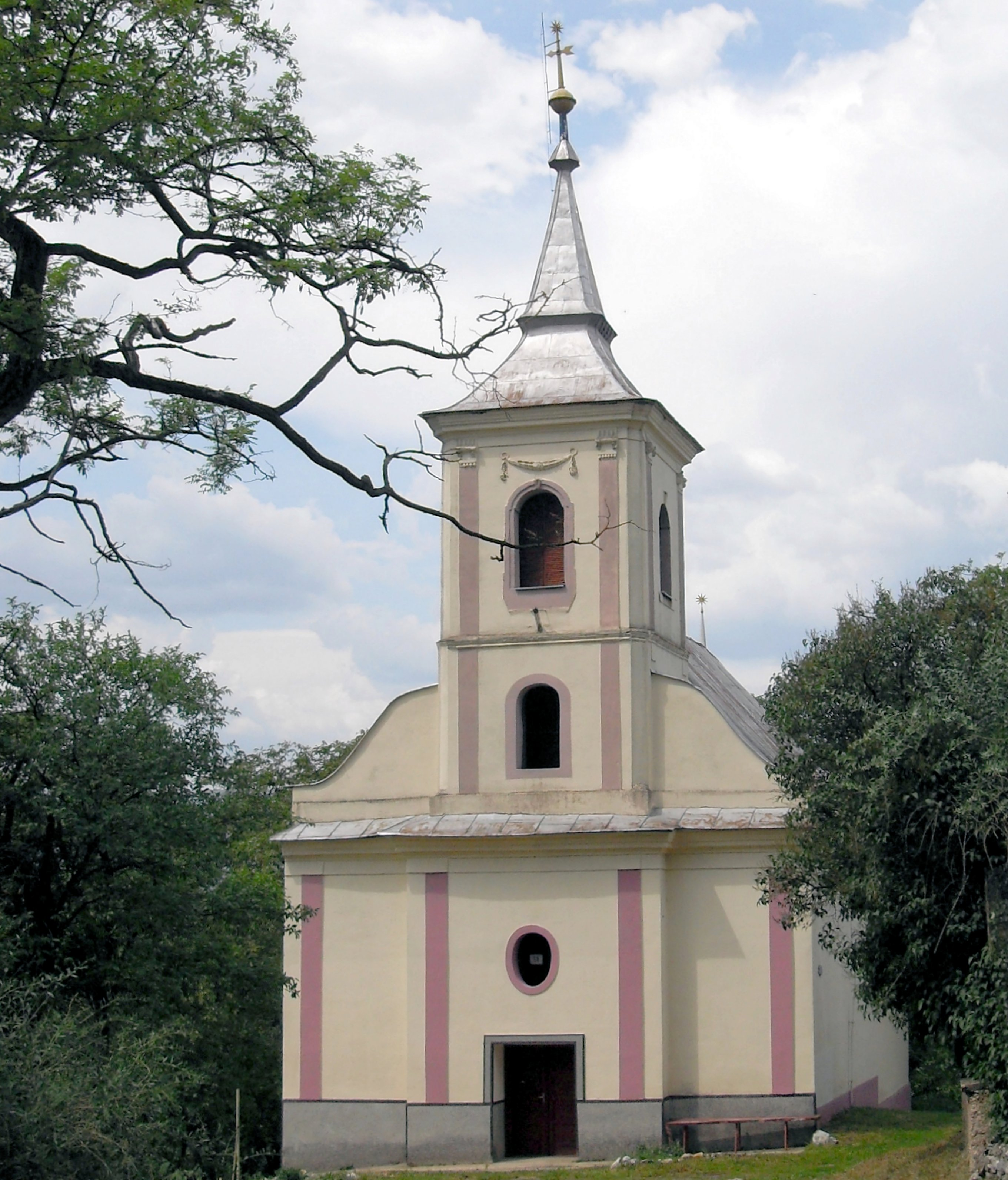
Dreifaltigkeitskirche in Žarnov

Zu Beginn des 14. Jahrhunderts gab es im Dorf eine Kirche, die aber verfiel. Die Reformierte Kirche (Reformovaný kostol) stammt aus dem Jahr 1810. Sie wurde im klassizistischen Stil erbaut. Die noch original erhaltene Holzkanzel und die Bänke sind mit gemalten Motiven verziert. Der Bau der römisch-katholischen Dreifaltigkeitskirche (Kostol Najsvätejšej Trojice) begann 1820. Das Innere ist reich mit Wandgemälden, Gemälden und Skulpturen geschmückt. An der Stelle der im Zweiten Weltkrieg zerstörten Synagoge wurde eine Feuerwache gebaut, später ein städtisches Bürogebäude und ein Kulturhaus. Auf dem jüdischen Friedhof sind mehrere Grabsteine erhalten. Ein weiteres Baudenkmal in Žarnov stellt das klassizistische, heute renovierungsbedürftige Herrenhaus aus dem Jahr 1722 dar. Es handelt sich um ein einstöckiges, zweigliedriges, ursprünglich barockes Gebäude auf rechteckigem Grundriss mit Mansarddach. Es wurde im letzten Drittel des 18. Jahrhunderts umgebaut. Die Räume sind mit Tonnengewölben mit Lünetten gewölbt. Die Fassade wird von einem dreiachsigen Portikus und einem dreieckigen Giebel mit einem Tympanon dominiert, in das ein Wappen eingeprägt ist. Neben der Villa befindet sich ein englischer Park. Die ursprüngliche Holzmühle am Fluss Bodva wurde später zu einer Steinmühle umgebaut, heute ein dreistöckiges Gebäude.
In der Steinmühle wurde ein unweit westlich des Ortes abgebauter Kalkstein (slowakisch žarnovský mramor) für die Weiterverwendung durch Steinmetzen und Bildhauer gesägt und zugerichtet. Das mitteltriassische Gestein (Gutenstein-Formation) mit schwarzer Grundmasse ist von weißen und gelblichen Calcit-Adern durchzogen. Der Steinbruch wurde 1891 eröffnet und durch den Budapester Unternehmer Eduard Ney in Pacht betrieben.

## Bevölkerung
| Jahr                | 1994 | 2004     | 2014    | 2024    |
| ------------------- | ---- | -------- | ------- | ------- |
| Anzahl der Personen | 364  | 419      | 417     | 451     |
| Unterschied         |      | +15,10 % | −0,47 % | +8,15 % |

| Jahr                | 2023 | 2024    |
| ------------------- | ---- | ------- |
| Anzahl der Personen | 453  | 451     |
| Unterschied         |      | −0,44 % |

Žarnov gehört zu den slowakischen Gemeinden mit einer mehrheitlich ungarischsprechenden Einwohnerschaft. Im Jahr 2011 sprachen von 405 Einwohnern 282 ungarisch und 106 slowakisch.

## Wirtschaft
Im Westen des Dorfes steht ein Agrarkomplex mit großen Stallanlagen. Neben der Milchviehhaltung spielt der großflächige Getreideanbau eine wichtige Rolle. Einige Pendler arbeiten in den in und um Košice ansässigen Industrie- und Dienstleistungsbetrieben.

## Belege
1. ↑  Hustota obyvateľstva - obce [om7014rr_obc=AREAS_SK, v_om7014rr_ukaz=Rozloha (Štvorcový meter)]. Statistical Office of the Slovak Republic, 31. März 2025, abgerufen am 31. März 2025 (slowakisch).
2. ↑  Počet obyvateľov podľa pohlavia - obce (ročne) [om7101rr_obce=AREAS_SK]. Statistical Office of the Slovak Republic, 31. März 2025, abgerufen am 31. März 2025 (slowakisch).
3. ↑  Kurzer Geschichtsabriss auf zarnov.sk (slowakisch).
4. ↑  Herrenhaus auf pamiatky.sk (slowakisch).
5. ↑  Franz Schafarzik: Detaillierte Mitteilungen über die auf dem Gebiete des ungarischen Reiches befindlichen Steinbrüche. königlich ungarische Geologische Reichsanstalt, Budapest 1909, S. 91.
6. ↑  Ján Slávik et al.: Nerastné suroviny Slovenska. Ústřední geologický úřad Praha, Bratislava 1967, S. 354.
7. ↑  Ján Mello: Mladšie paleozoikum a mezozoikum gemerika a priľahlej časti Čiernej hory. In: Mineralia slovaca Jahrgang 7 (1975), Ausgabe 4, S. 29–63, hier S. 35 (PDF-Dokument S. 37, online).
8. 1 2  Počet obyvateľov podľa pohlavia - obce (ročne) [om7101rr_obce=AREAS_SK]. Statistical Office of the Slovak Republic, 31. März 2025, abgerufen am 31. März 2025 (slowakisch).